# Grand Prix van Montevideo 1947
De Grand Prix van Montevideo 1947 was een autorace die werd gehouden op 17 augustus 1947 op het Circuito Playa Ramirez in Montevideo.

## Uitslag
| Positie | Rijder                 | Team            | Ronden | Tijd/Opgave |
| ------- | ---------------------- | --------------- | ------ | ----------- |
| 1       | Oscar Alfredo Gálvez   | Alfa Romeo      | 30     | ?           |
| 2       | Victorio Rosa          | Maserati        | 30     | ?           |
| 3       | Ernesto Nanni          | Ford            | 29     | +1 ronde    |
| 4       | Carlos Fortunati Firpo | Ford            | 28     | +2 ronden   |
| DNF     | Juan Manuel Fangio     | Volpi-Chevrolet | 18     | Ongeluk     |
| DNF     | Pablo Llano            | Maserati        | 11     | ?           |
| DNF     | Juan Gálvez            | Alfa Romeo      | 1      | ?           |
| DNS     | Eitel Cantoni          | Maserati        | 0      | Ventiel     |
| DNS     | Pascual Puopolo        | Maserati        | 0      | ?           |

Rijders waarvan de positie is aangegeven met DNF hebben niet de finish bereikt. Van met ? aangeduide velden zijn geen gegevens voorhanden.